# Томоути, Масахико
Масахико Томоути (яп. 塘内 将彦, 13 июля 1977, Омута) — японский дзюдоист полусредней весовой категории, выступал за сборную Японии в конце 1990-х и на всём протяжении 2000-х годов. Участник летних Олимпийских игр в Афинах, бронзовый призёр чемпионата Азии, победитель многих турниров национального и международного значения.

## Биография
Масахико Томоути родился 13 июля 1977 года в городе Омута префектуры Фукуока.
Впервые заявил о себе в сезоне 1995 года, выиграв бронзовую медаль на Кубке Кодокан в Токио. В 1998 году повторил это достижение, кроме того, одержал победу на Кубке Мацутаро Сорики в Токио и получил бронзу на международном турнире класса «А» в Будапеште, где потерпел единственное поражение в финале от местного венгерского борца Берталана Хайтоша.
Первого серьёзного успеха на взрослом международном уровне добился в 2004 году, когда попал в основной состав японской национальной сборной и побывал на чемпионате Азии в Алма-Ате, откуда привёз награду бронзового достоинства, выигранную в полусредней весовой категории. Благодаря череде удачных выступлений удостоился права защищать честь страны на летних Олимпийских играх 2004 года в Афинах — уже в стартовом поединке проиграл россиянину Дмитрию Носову, который в итоге стал бронзовым призёром этих Игр. В утешительных встречах за третье место тоже не имел успеха, был побеждён итальянцем Роберто Мелони и лишился всяких шансов на попадание в число призёров.
После афинской Олимпиады Томоути остался в основном составе дзюдоистской команды Японии и продолжил принимать участие в крупнейших международных турнирах. Так, в 2005 году он выиграл серебряную медаль на тихоокеанском чемпионате по дзюдо в Чеджу. Год спустя победил на Кубке Кодокан в Тибе, ещё через год получил серебро на этапе Кубка мира в Будапеште, был лучшим в зачёте национального первенства, занял третье место на турнире Дзигоро Кано в Токио и выступил на чемпионате мира в Рио-де-Жанейро, где на стадии 1/16 финала потерпел поражение от азербайджанца Мехмана Азизова.
В 2008 году Масахико Томоути первенствовал на турнире большого шлема в Токио и на Кубке Кодокан в Тибе. В следующем сезоне был третьим на Кубке Кодокан, третьим на турнире большого шлема в Рио-де-Жанейро, вторым на чемпионате Японии и первым на этапе Кубка мира в Тбилиси, тогда как на мировом первенстве в Роттердаме выбыл из борьбы за медали уже в 1/8 финала, уступив швейцарцу Кристофу Келлеру. Последний раз показал сколько-нибудь значимый результат на международной арене в 2010 году, когда одержал победу на этапе командного Кубка мира в Сальвадоре. Вскоре по окончании этих соревнований принял решение завершить карьеру профессионального спортсмена.